# Macroglenes eximius
Macroglenes eximius is een vliesvleugelig insect uit de familie Pteromalidae. De wetenschappelijke naam is voor het eerst geldig gepubliceerd in 1833 door Alexander Henry Haliday.